# 오다 정권
오다 정권(일본어: 織田政権 おだせいけん[*])은 오다 노부나가가 정권을 획득한 덴쇼 원년(서기 1573년. 그러나 실질적으로는 에이로쿠 11년[서기 1568년])에서 덴쇼 11년(서기 1583년)까지 유지된 일본의 무가정권이다.
오다 정권의 특색으로는 오다군의 편성과, 남만문화 등 각종 문화에 대한 깊은 관심, 락시락좌 및 측량 등이 있다. 노부나가의 통일사업(천하포무)은 무로마치 막부의 멸망과 센고쿠 시대의 종결이라는 시대의 분수령으로서 강력한 중앙집권의 토대를 마련하여 뒷날의 도요토미 정권이나 그 이후의 에도 막부로 계승되어, 사실상 일본 역사에서 근세의 시작이라고 할 수 있다.
오다 정권의 단계는 학자에 따라 의견이 다양하지만, 미키 세이이치로(三鬼清一郎)는 오다 정권을 다음 3기로 나누어 분류하고 있다.
1. ~ 1568년 9월까지 노비평야를 기반으로 한 지방정권 단계
2. 1568년 9월 ~ 1573년 7월까지 무로마치 막부의 정이대장군의 권위를 이용하던 단계. 노부나가가 아시카가 요시아키를 추방하고 막부를 멸망시킴으로써 끝난다.
3. 1573년 7월 ~ 1582년 6월까지 조정의 권위를 이용하던 단계. 혼노지의 변으로 노부나가가 사망하면서 끝난다.